# Dysphania proba
Dysphania proba är en fjärilsart som beskrevs av Butler 1880. Dysphania proba ingår i släktet Dysphania och familjen mätare. Inga underarter finns listade i Catalogue of Life.